# 雲門寺 (広東省)
雲門寺（うんもんじ）は、中華人民共和国広東省韶関市乳源ヤオ族自治県乳城鎮にある仏教寺院。雲門宗の祖庭。

## 歴史
後唐の同光元年（923年）、雲門文偃を開基として建立される。後唐の滅亡後、寺院は次第に衰微に向かった。
1943年、虚雲が伽藍を整備し、再興される。
中華人民共和国の成立後、虚雲の弟子の仏源は住職を務めた。文化大革命の初め、仏像・法器は徹底的な破壊に遭い、仏源は迫害に遭って、僧侶はしかたなく還俗した。1983年、中華人民共和国国務院は仏寺を漢族地区仏教全国重点寺院に認定した。

## 伽藍
山門、天王殿、大雄宝殿、鐘楼、鼓楼、蔵経楼